# Vladimír Macura
Vladimír Macura (7. listopadu 1945 Ostrava – 17. dubna 1999 Praha) byl český spisovatel, literární vědec a kritik. Ve svém literárně-historickém bádání se zabýval zejména dobou českého národního obrození a jeho mýty. Významná je jeho průlomová literárněvědná práce na toto téma Znamení zrodu a prozaické dílo.

## Život
Jeho otec byl náměstkem ředitele Ostravsko-karvinských koksoven a posléze ředitelem Ústavu pro výzkum a využití paliv v Běchovicích u Prahy. Macura maturoval v roce 1963 v rodné Ostravě. Již na gymnáziu byl členem literární skupiny Autoři v povijanu a skupiny „ismuistů“ (spolu s Josefem Fraisem nebo Miroslavem Stonišem). Poté byl přijat ke studiu češtiny a angličtiny na Filozofické fakultě Univerzity Palackého v Olomouci, ale protože jeho otec v té době přijal místo ředitele v Běchovicích, vystudoval tyto obory nakonec na Filozofické fakultě Univerzity Karlovy v Praze. Absolvoval roku 1968, doktorát si udělal v roce 1969, díky práci o Františku Halasovi. V roce 1969 nastoupil do Ústavu pro českou literaturu Československé akademie věd. V roce 1974 patřil k zakládajícím členům Baltského svazu, v době komunistické diktatury ilegální organizace sdružující přátele pobaltských národů, okupovaných Sovětským svazem (předchůdce dnešního Česko-estonského klubu). Podílel se i na vydávání samizdatového časopisu tohoto spolku Läänemere Liidu Liige. V roce 1987 získal titul kandidát věd. Po sametové revoluci spoluzakládal Obec spisovatelů a v roce 1990 se stal zástupcem ředitele svého ústavu. V roce 1993 pak byl jmenován jeho ředitelem. Funkci vykonával až do smrti. V roce 1998 obdržel Státní cenu za literaturu za Guvernantku a Český sen. Macurův život a dílo zpracoval jeho přítel Pavel Janoušek v knižní monografii Ten, který byl: Vladimír Macura mezi literaturou, vědou a hrou (Academia 2014).
Macurovou manželkou byla překladatelka a literární vědkyně Naděžda Macurová. Zemřel roku 1999 a byl pohřben na Olšanských hřbitovech.
Literatuře se věnují i jeho dcera Kateřina Jančaříková (*1970) a syn Ondřej Macura (*1980).

## Dílo
Ve své literárněvědné práci byl ovlivněn tartuskou sémiotickou školou a zvláště dílem Jurije Lotmana. Za pomoci tohoto teoretického aparátu analyzoval téma českého národního obrození. Jeho kniha Znamení zrodu z roku 1983 způsobila senzaci, neboť téma obrození nahlížela ze zcela nových úhlů, zdůraznila roli umělosti, mystifikací a hry v celém tomto procesu, který měl navzdory tomu neuvěřitelné výsledky a dopady. Podobně, byť více rozvolněně, esejisticky, je zaměřena práce Český sen z roku 1998. V knize Šťastný věk (s podtitulem sémiotické studie), která vyšla v roce 1992, se zaměřil na méně dávnou mytologii z doby socialismu (1948-1989). V roce 1999 vydal dílo A. H. Tammsaare aneb Cesta za epopejí, kde se věnoval klasikovi estonské literatury Antonu Hansenovi Tammsaaremu.
Jeho prozaické dílo je zařazováno do postmoderny, mezi našimi spisovateli je nejbližší M. Kunderovi. V jeho díle je ironie, paradoxy a kritika komunismu v době normalizace.
- Něžnými drápky (1983) – prozaická prvotina, soubor povídek srovnávaný s Kunderovými Směšnými láskami.[5][6]

- Občan Monte Christo (1993 ) – hlavní hrdina Petr Lambda, pracující na úřadě kultury, se seznámí v prvomájovém průvodu s Kateřinou. Manželka ho podvádí s populárním básníkem, a tak se mu chce pomstít a zničit ho. Posílá na něj tedy anonymní udání, že spolupracuje s imperialismem. Milence jeho ženy však potrestali přeložením a shodou náhod se stal nakonec Petrovým nadřízeným (paradox).
- Ten, který bude – tetralogie odehrávající se za českého národního obrození zhruba v letech 1840–1875; fikce se proplétá s historickou skutečností. Časopis A2 zařadil celou tetralogii do českého literárního kánonu po roce 1989, tedy do výběru nejdůležitějších českých knih v období třiceti let od sametové revoluce.[7]
  - Informátor (1992) – hlavní postavou je fiktivní Johann Mann
  - Komandant (1994) – hlavní postavou je Josef Václav Frič
  - Guvernantka (1997) – hlavními postavami jsou František Ladislav Čelakovský a jeho žena Bohuslava Rajská
  - Medikus (1999) – hlavní postavou je fiktivní Ferdinand Máchal, osobní lékař císaře Ferdinanda I.

V pražském Nakladatelství Academia vychází edice vybraných spisů Vladimíra Macury (Šťastný věk, 2008; Ten, který byl, 2014; Znamení zrodu a české sny, 2015; Ten, který bude, 2016; Občan Monte Christo a další prózy, 2021).
Do časopisu Tvar psal od roku 1992 fejetony, které byly sebrány do sbírky Masarykovy boty a jiné semi(o)fejetony (1993).
Překládal z estonštiny (Paul-Eerik Rummo, Enn Vetemaa, Aimée Beekmanová, Jaan Kross, Betti Alverová, Mati Unt, Jaan Kaplinski, Arvo Valton, Lennart Meri ad.). Uspořádával výbory z estonských básníků a z poezie Petra Bezruče.

## Překlady
- Klíč k určování rusalek
- Bramborový karneval
- Kolovrátek